# 复兴号动车组
复兴号电力动车组（前称中国标准动车组，2017年6月25日改为现名）是中国国家铁路集团组织中国中车旗下各企业自主研发，营运于中国铁路客运专线、高速铁路及普速铁路的电力动车组的统称。
复兴号动车组共有CR450系列、CR400系列、CR300系列、CR220J系列及CR200J系列等五个产品系列，分别对应最高运营时速400公里、350公里、250公里、200公里及160公里。其中，CR200J及CR220J系列采用动力集中式技术，CR300、CR400、CR450系列使用动力分散式技术。在不断演进后，未来将逐步取代现有的和谐号电力动车组，作为中国高速铁路的车型。
2024年6月24日，“复兴号高速列车”项目获得国家科学技术进步奖特等奖。

## 名称
中国标准动车组研制是中国铁路总公司组织实施的重大装备研发项目，其目的是通过自主创新，构建和完善中国动车组技术标准体系，研制具有完全自主知识产权的标准化、系列化、简统化动车组产品，达到国际领先水平，满足未来发展需求。同时，通过自主创新，增强自主开发能力，锤炼铁路装备科研团队，为实现“走出去”战略目标提供有力支撑。
中国铁路总公司将具有完全自主知识产权的中国高速铁路車輛命名為“复兴号”。据中国铁路总公司总经理陆东福表示：“实现习近平总书记中华民族伟大复兴的中国梦，将中国标准动车组命名为‘复兴号’，代表着中国铁路在新时代坚定跟着中国共产党走、奋勇当先行的坚强决心，真实记载了中国高铁技术装备走向世界先进行列的发展历程，展示了中国铁路服务经济社会发展、创造人民生活新时空的美好愿景，也深情寄托着中国铁路人对中华民族伟大复兴的追求和期盼。”

## 类型
复兴号动车组采用“CR+数字+一至二位字母”的分类方式。CR是中国铁路总公司英文China Railway的缩写。数字为速度等级代码，代表最高时速分别为200、220、300、400和450km/h，分别对应160、200、250、350和400km/h五种持续时速。数字后第一位字母是厂商技术平台代码，A代表来自于中车青岛四方机车车辆和青岛四方庞巴迪铁路运输设备、B代表来自于中车长春轨道客车和中车唐山机车车辆；最后一位字母是技术代码，F代表动力分散式、J代表动力集中式。
- CR450AF：动力分散式列车，营运速度400km/h，由中车青岛四方机车车辆制造。
- CR450BF：动力分散式列车，营运速度400km/h，由中车长春轨道客车制造。
- CR400AF：动力分散式列车，营运速度350km/h，由中车青岛四方机车车辆和青岛四方庞巴迪铁路运输设备制造。
- CR400BF：动力分散式列车，营运速度350km/h，由中车长春轨道客车和中车唐山机车车辆制造。
- CR300AF：动力分散式列车，营运速度250km/h，由中车青岛四方机车车辆制造。
- CR300BF：动力分散式列车，营运速度250km/h，由中车长春轨道客车制造。
- CR220J：动力集中式列车，营运速度200km/h，由中车南京浦镇车辆、中车唐山机车车辆等制造。
- CR200J：动力集中式列车，营运速度160km/h，由中车南京浦镇车辆、中车青岛四方机车车辆、中车唐山机车车辆、中车株洲电力机车、中车大同电力机车、中车大连机车车辆制造。

对于CR400AF和CR400BF系列动车组，可能还会有一位字母作为子型号。
- A代表京廣系統16節編組，相比普通標準型，8、9號車廂屬於可連通設計，主要營運北京西站及京廣高鐵暨京廣系統以西的省會城市始發之長途跨局車次。
- B代表京滬系統17節編組，相比16節編組，增加一節二等座車，提升高峰期客流量的能力，由於月台長度受限，目前17節編組僅營運中國高鐵的「金雞母」之稱的京滬高鐵為主。
- G代表京哈系統高寒標準型，雖然整體數據及構造與普通標準型相同，但增加了具有抗风、沙、雨、雪、雾、紫外线等恶劣天气能力，可以在-40℃的低溫環境下行駛，主要運用在京哈客運專線、京張高鐵、呼張客運專線等嚴寒氣候環境的路線（目前產量當中，CR400BF系列為耐高寒型當中最大宗，CR400AF系列則僅生產3列）。

对于CR400智能系列动车组，可能还会有一至兩位字母作为子型号，由於智能型號有各自不同的用途，智能型號以帶有自動駕駛之頂配旗艦款的「C」以及無自動駕駛之基礎量產通用款的「Z」、技術提升智能升級版的「S」、專為京滬港臥鋪量身訂製進港專用臥鋪动车组的「E」作為代號，分別為京張雄專用訂製版自駕智能型以及全國通用智能型、技術提升型、進港專用臥鋪动车组，C取自Clever（聰明）的英文開頭代號，Z則取自「智能」的中文羅馬拼音開頭代號，S則取自「升」的中文羅馬拼音開頭代號，E則取自CRH2E當中的「E」臥鋪动车组代號。
CR400智能系列动车组及CR450动车组塗裝方面具有獨特巧思，共計七種主題彩繪方案。
- 標準塗裝，分為四方「瑞龍智行」以及長客「龍鳳呈祥」代表中國傳統文化與圖騰象徵，採用「中國紅」、「故宮紅」以及「祥龍金」三種色調構成，另CR400BF-C-5144、5145則沿用「京張金鳳凰」塗裝。
  - 「京張金鳳凰」方案：CR400BF-C-5144、CR400BF-C-5145
  - 「瑞龍智行」方案：CR400AF-C-2214、CR400AF-Z系列、CR400AF-S系列、CR400AF-AE
  - 「龍鳳呈祥」方案：CR400BF-Z系列、CR400BF-S系列、CR400BF-J-0003，曾為CR400BF-C作為2022北京冬奧會宣傳候選彩繪方案，現為CR400BF-Z系列標準塗裝。[註 1]
  - 「銳龍追夢」方案：CR450AF-0201（四方製樣車）
  - 「科技之光」方案：CR450BF-0501（長客製樣車）

- CR400AF-Z「瑞龍智行」主題列車（圖為進港專用臥鋪动车组CR400AF-AE）
- CR400AF-Z「瑞龍智行」主題列車（圖為17節編組技術提升型CR400AF-BS）
- CR400BF-Z「龙凤呈祥」主題列車（圖為16節編組智能加長型CR400BF-AZ）
- CR400BF-Z「龙凤呈祥」主題列車（圖為多氣候對應技術提升高寒型CR400BF-GS）

- 特殊彩繪列車（僅CR400BF智能系列適用），因應世界性運動會在中國內地宣傳，中車長客也特別為CR400BF-Z/-S系列动车组其中一列採用當地、當季運動會主題作為形象宣傳用途。
  - 「瑞雪迎春」方案：CR400BF-C-5162（2022北京冬奧會暨2025哈爾濱亞冬會宣傳）
  - 「潤澤江南」方案：CR400BF-Z-0524（2022杭州亞運會宣傳）

- CR400BF-C-5162「瑞雪迎春」冬奧主題列車，為2022北京冬奧會宣傳暨2025哈爾濱亞冬會宣傳
- CR400BF-Z-0524「潤澤江南」亞運主題列車，為2022杭州亞運會宣傳

上述CR400智能系列动车组及CR450动车组無論採用「京張金鳳凰」、「瑞龍智行」、「龍鳳呈祥」、「瑞雪迎春」、「潤澤江南」、「銳龍追夢」、「科技之光」七種不同方案，噴塗於頭車側面頂部的魏碑字體「復興號」的標識皆由普通型的黑色變為金色，並具有仿立體的燙金效果，另CR400AF-2808（12節編組專運公務車）、CR200JS-G（CR200J青藏專用內電雙源高原型）、CR200Jx-C（CR200J第三代）、CR200J1-D（CR200J電力高原型）亦比照辦理。
- C代表京張雄專用訂製版自駕智能型，由於服務範圍僅限於京雄城際鐵路以及京張高鐵營運，因此產量稀少。不僅車頭設計、客艙智能優化改良，增加智能客艙、智能服務、智能維運等配套措施，特色是全國且全球首例以時速350km/h有人監控下自動駕駛（自動化等級：GoA 2，半自動駕駛-STO），於2019年12月30日於京張高鐵投入營運。
  - AF-C代表京雄城際專用自駕智能型，僅限於京雄城際鐵路使用，不僅配備ATO自動駕駛功能，還配備CR400AF-C獨有HUD抬頭顯示器。
  - BF-C代表京張高鐵專用自駕智能高寒型，僅限於京張高鐵使用，另外為因應2022北京冬奧會，部分列車進行特殊調整（如：5145、5162的5號車廂設計為多功能車廂、配備滑雪板置物櫃以及興奮劑檢測樣本存放櫃等獨有配備）。
- Z系列代表全國通用智能型，由於服務範圍擴大至全國各地，因此產量較大。與京張雄專用訂製版自駕智能型（-C型）不同的是：僅車頭設計、客艙智能優化改良，增加智能客艙、智能服務、智能維運等配套措施，並取消ATO系統GoA 2等級自動駕駛得需全程手動駕駛，首批全國通用智能型於2021年6月25日於京滬、京哈、京廣、徐蘭以及成渝等各大客運專線投入使用，主要營運標杆車次。2022年6月20日配合京廣高鐵（北京西－武漢段）提速至時速350km/h的營運時速，投入第二批全國通用智能型。
  - Z代表智能標準型。
  - AZ代表16節編組智能型，外觀與16節編組相同。
  - BZ代表17節編組智能型，外觀與17節編組相同。
  - GZ代表智能高寒型，增加了具有抗风、沙、雨、雪、雾、紫外线等恶劣天气能力，可以在-40℃的低溫環境下行駛（僅限CR400BF-Z系列適用，CR400AF-Z系列則不適用）。
- S系列代表技術提升型，2024年6月起生產批次適用。以CR400xF-Z型為基礎，進行大規模改良，新款技術提升型列車組最佳化電氣櫃等車內設備布局，將空餘出來的空間用來增加載客量和設置更多的大件行李存放處，每節二等座增加3席，餐車空間調整，16/17節編組00端一等座車為優選一等座，可享用商務座大同小異的服務，另於2024年10月上線的5列CR400AF-AE則為進港專用臥鋪动车组（京港、沪港）提質升級的臥鋪客製版，編組與CR400AF-AS同為16節編組，但16節車廂當中除頭尾車廂為二等/特等座車之外其餘皆為軟臥車（傳統包廂式布局）來提升進港臥鋪車次服務品質。
  - S代表技術提升型。
  - AS代表16節編組技術提升型，外觀與16節編組相同，並於16號車增設優選一等座（僅限CR400BF-S系列適用，CR400AF-S系列則不適用）。
  - BS代表17節編組技術提升型，外觀與17節編組相同，並於17號車增設優選一等座。
  - GS代表技術提升高寒型，增加了具有抗风、沙、雨、雪、雾、紫外线等恶劣天气能力，可以在-40℃的低溫環境下行駛（僅限CR400BF-S系列適用，CR400AF-S系列則不適用）。
  - AE代表進港專用臥鋪动车组，專為京港臥鋪（G897/898次）以及滬港臥鋪（G899/900次）而量身訂製的進港專用臥鋪动车组，由於京滬港直通車升級為高鐵動臥，因此現行CR200Jx-A/Jx-C（長編組）無法進入香港特別行政區而另行訂製，本衍生型採16節編組技術提升型CR400AF-AS以及臥鋪动车组CRH2E-NG（2461、2462）為藍本衍生的16節編組全編組軟臥版本，頭尾端車廂採用CR400AF-S的座席車廂，中間車廂則採用CRH2E臥鋪动车组的10對軟臥包間窗戶構型（僅限CR400AF-S系列適用，CR400BF-S系列則不適用）。
- J代表高速綜合檢測型，融入鐵科院高速綜合檢測相關軌道檢查硬體設備，增加了具有抗风、沙、雨、雪、雾、紫外线等恶劣天气能力，可以在-40℃的低溫環境下行駛，車頭造型方面，CR400BF-J採用與CR400BF-C/CR400BF-Z相同造型，CR400AF-J則沿用標準CR400AF造型，兩者機電系統則採用CR400BF-C、CR400BF-Z系列同款北京縱橫機電科技TKD511E-2000型（CR400BF-J-0003則採用CR400BF-AZ同款北京縱橫機電科技TKD506E-2000型）以確保性能，其中CR400BF-J-0001、CR400AF-J-0002為「CR450專案」試驗車作為開發CR450型復興號動車組的專用試驗車，為下一代CR450型動車組做鋪路，並將40%試驗硬體升級為CR450型動車組的升級強化版改良而來（加裝轉向架外觀採用抗風壓全包覆式裙版設計，CR400BF-J-0001的05車、06車更換為CR450型試作車廂用以比較350km/h～400km/h風壓測試用途），而CR400BF-J-0003則為一般日常檢測用途的高速綜合檢測列車，用於一般日常平時檢測用途。

每列列车都有四位车号。车号第一位代表生产目的和生产厂商。每节车厢都有六位车厢代码，前四位一般为车号，后两位一般为车厢号。
- 对于CR400F和CR300F系列：与和谐号时代的车号首位含义一致。
  1. 代表样板车
  2. 代表产自青岛四方庞巴迪铁路运输设备
  3. 代表产自中车青岛四方机车车辆
  4. 代表产自中车唐山机车车辆
  5. 代表产自中车长春轨道客车制造
  6. 代表产自中车南京浦镇车辆
- 对于CR200J系列：详见下表以及CR200J条目。
- 至於2022年投入復興號智能動車組CR400F-Z系列，由於非透過國鐵集團融資控股採購關係，則以02xx、03xx、05xx作為私人名下資產車號。

| 速度级别 | 生产厂商 | 「CR450專案」專用世界領先高速試驗型 （8编+檢測功能+抗寒+抗風沙+ATO系統+450km/h對應，等級:GoA3） | 一般高速綜合檢測型 （8编+檢測功能+抗寒+抗風沙）                                       |
| -------- | -------- | ----------------------------------------------------------------------------------------------- | ------------------------------------------------------------------------------------- |
| 450km/h  | 长客     | CR400BF-J-0001（頭型：CR400BF-C同款頭型，無司機室側門）                                         | 不適用                                                                                |
| 450km/h  | 四方     | CR400AF-J-0002（頭型：CR400AF標準頭型，附司機室側門）                                           | 不適用                                                                                |
| 400km/h  | 长客     | 不適用                                                                                          | CR400BF-J-0003（頭型：CR400BF-Z同款頭型，附司機室側門，並採用「龍鳳呈祥」檢測版塗裝） |

| 速度级别 | 生产厂商    | 技術提升標準型 （8编+智能化升級） | 技術提升加长型1 （16编+智能化升級+優選一等座） | 技術提升加长型2 （17编+智能化升級+優選一等座） | 技術提升高寒標準型 （8编+抗寒+抗風沙+智能化升級） | 進港專用臥舖动车组 （16编+智能化升級+全編組軟臥包廂） |
| -------- | ----------- | --------------------------------- | ---------------------------------------------- | ---------------------------------------------- | ------------------------------------------------- | ----------------------------------------------------- |
| 350km/h  | 四方/庞巴迪 | CR400AF-S                         | 不適用                                         | CR400AF-BS                                     | 不適用                                            | CR400AF-AE                                            |
| 350km/h  | 长客/唐山   | CR400BF-S                         | CR400BF-AS                                     | CR400BF-BS                                     | CR400BF-GS                                        | 不適用                                                |

| 速度级别 | 生产厂商    | 智能自駕型 （8编+智能化升級+ATO系統，BF-C亦增加抗寒+抗風沙功能） | 智能標準型 （8编+智能化升級） | 智能加长型1 （16编+智能化升級） | 智能加长型2 （17编+智能化升級） | 智能高寒標準型 （8编+抗寒+抗風沙+智能化升級） |
| -------- | ----------- | ---------------------------------------------------------------- | ----------------------------- | ------------------------------- | ------------------------------- | --------------------------------------------- |
| 350km/h  | 四方/庞巴迪 | CR400AF-C                                                        | CR400AF-Z                     | CR400AF-AZ                      | CR400AF-BZ                      | 不適用                                        |
| 350km/h  | 长客/唐山   | CR400BF-C                                                        | CR400BF-Z                     | CR400BF-AZ                      | CR400BF-BZ                      | CR400BF-GZ                                    |

| 速度级别 | 生产厂商         | 标准型（8编）                               | 加长型1（16编）                             | 加长型2 （17编-高速线/18编-既有线）         | 高寒标准型（8编+抗寒+抗風沙） | 其他定型 |
| -------- | ---------------- | ------------------------------------------- | ------------------------------------------- | ------------------------------------------- | ----------------------------- | --- |
| 400km/h  | 四方             | CR450AF                                     | CR450AF-A                                   | CR450AF-B                                   |                               | |
| 400km/h  | 长客/唐山        | CR450BF                                     | CR450BF-A                                   | CR450BF-B                                   | CR450BF-G                     | |
| 350km/h  | 四方/庞巴迪      | CR400AF                                     | CR400AF-A                                   | CR400AF-B                                   | CR400AF-G                     | 雙層加長型（16编+雙層構造）：CR400AF-S 專運公務型（12编+抗寒+抗風沙+防彈結構）：CR400AF-2808 |
| 350km/h  | 长客/唐山        | CR400BF                                     | CR400BF-A                                   | CR400BF-B                                   | CR400BF-G                     | 纵向卧铺型（16编+抗寒+抗風沙+臥鋪）：CR400BF-E（待确认） |
| 250km/h  | 四方/庞巴迪/浦镇 | CR300AF                                     |                                             |                                             | CR300AF-G                     | |
| 250km/h  | 长客/唐山        | CR300BF                                     |                                             |                                             | CR300BF-G                     | |
| 160km/h  | 唐山             | CR200J3x-1000（動力車：大連FXD3-J單機）     | CR200J3x-5000（動力車：大連FXD3-J雙機）     | CR200J3x-5000（動力車：大連FXD3-J雙機）     | 不適用                        | 青藏高原內燃電力雙源型（12编+高海拔地形對應+供氧加壓艙） ：CR200JS-G-2900（動力車：株機HXD1D-J高原型單機+大連FXN3-J重聯） 純電力高原型（9编+抗寒+抗風沙+高海拔地形對應+供氧加壓艙） ：CR200J1D-2800（動力車：株機HXD1D-J高原型單機） 內電混合動力內燃型（9編+內燃/蓄電池驅動+抗寒+抗風沙）：CR200JxN-x700（動力車：大連FXN3-A-J單機） |
| 160km/h  | 浦镇             | CR200J1x-2000（動力車：株機FXD1-J單機）     | CR200J1x-6000（動力車：株機FXD1-J雙機）     | CR200J1x-6000（動力車：株機FXD1-J雙機）     | 不適用                        | 青藏高原內燃電力雙源型（12编+高海拔地形對應+供氧加壓艙） ：CR200JS-G-2900（動力車：株機HXD1D-J高原型單機+大連FXN3-J重聯） 純電力高原型（9编+抗寒+抗風沙+高海拔地形對應+供氧加壓艙） ：CR200J1D-2800（動力車：株機HXD1D-J高原型單機） 內電混合動力內燃型（9編+內燃/蓄電池驅動+抗寒+抗風沙）：CR200JxN-x700（動力車：大連FXN3-A-J單機） |
| 160km/h  | 长客             | CR200J3x-3000（動力車：大同FXD1-J8000單機） | CR200J3x-7000（動力車：大同FXD1-J8000雙機） | CR200J3x-7000（動力車：大同FXD1-J8000雙機） | 不適用                        | 青藏高原內燃電力雙源型（12编+高海拔地形對應+供氧加壓艙） ：CR200JS-G-2900（動力車：株機HXD1D-J高原型單機+大連FXN3-J重聯） 純電力高原型（9编+抗寒+抗風沙+高海拔地形對應+供氧加壓艙） ：CR200J1D-2800（動力車：株機HXD1D-J高原型單機） 內電混合動力內燃型（9編+內燃/蓄電池驅動+抗寒+抗風沙）：CR200JxN-x700（動力車：大連FXN3-A-J單機） |
| 160km/h  | 四方             | CR200J1x-4000（動力車：大同FXD1-J8000單機） | CR200J3x-8000（動力車：大同FXD1-J8000雙機） | CR200J3x-8000（動力車：大同FXD1-J8000雙機） | 不適用                        | 青藏高原內燃電力雙源型（12编+高海拔地形對應+供氧加壓艙） ：CR200JS-G-2900（動力車：株機HXD1D-J高原型單機+大連FXN3-J重聯） 純電力高原型（9编+抗寒+抗風沙+高海拔地形對應+供氧加壓艙） ：CR200J1D-2800（動力車：株機HXD1D-J高原型單機） 內電混合動力內燃型（9編+內燃/蓄電池驅動+抗寒+抗風沙）：CR200JxN-x700（動力車：大連FXN3-A-J單機） |

## 研制进程
2012年开始，中国铁路总公司集合中国有关企业、高等院校、科研单位等展开研制工作。
2013年6月，“中国标准”动车组项目正式启动。2013年12月，总体技术条件制定完成；2014年9月方案设计完成。
2015年6月30日正式下线，并于当天在中国铁道科学研究院环形试验基地正式展开试验工作。
两辆标准动车组样车曾在大西客运专线试车。
2016年7月起，两列中国标准动车组进行综合试验，在郑徐客运专线从时速200公里逐级提速至时速420公里。于7月15日，中国标准动车组成功实现了时速420公里两车交会及重联运行的目标。这是世界上首次实现拟运营高铁动车组列车时速420公里交会和重联运行。
2016年8月15日6时10分，由中国标准动车组承运的G8041次列车，从大连北站出发，沿哈大高铁开往沈阳站，这是中国标准动车组首次载客试运行。
2017年1月3日，国家铁路局向中车长春轨道客车股份有限公司、中车青岛四方机车车辆股份有限公司颁发了中国标准动车组型号合格证和制造许可证。
2017年6月25日，中国铁路总公司总经理陆东福在北京动车段宣布中国标准动车组定名为“复兴号”，并于6月26日上午从北京南站和上海虹桥站同时对开首发。
2017年7月27日，根据中国铁路总公司安排，复兴号动车组在京沪高铁开展了时速350公里实车、实重和实速检验检测、可行性研究和运营安全评估，并组织两院院士、铁路专家进行了评审咨询。此次试验活动共计300余人参加。通过全面系统的科学论证和综合评估，京沪高铁满足设计时速每小时350公里的运营要求。
2018年3月9日，中车唐山公司研制的复兴号CR400BF-A长编组动车组开始在位于北京东郊的铁科院环形试验线上开展试验工作。
2020年12月下旬，时速250公里的CR300型复兴号研发成功投用，至此时速160公里至350公里的复兴号系列动车组全部投用。
2020年12月23日，时速350公里的復興號高速货运动车组在中车唐山机车车辆有限公司正式下线。
2022年4月12日，中國鐵路協調配屬雄安動車段的CR400AF-C-2214以及首列「复兴号高速綜合檢測列車」CR400BF-J-0511於郑州至重慶高铁巴東至萬州段進行隧道內時速400公里以上試車，創下時速403公里、两车交會時速806公里的最高紀錄。
2022年4月21日，因應CR450型复兴号动车组研製，中國鐵路再度協調配屬雄安動車段的CR400AF-C-2214以及首列「复兴号高速綜合檢測列車」CR400BF-J-0511於济南至郑州高铁濮阳至郑州段試車，創下時速435公里、两车交會時速870公里的最高紀錄。
2024年12月29日，CR450动车组样车在北京发布，包括CR450AF和CR450BF两列样车，分别由中国中车旗下四方股份公司与长客股份公司生产。样车试验速度时速450公里，运营速度时速400公里。

## 技术特点

### 动力配置
大部分采用8辆编组，4动4拖的统一动力配置形式，由2个基本动力单元组成。通过调整电机特性，可在动力单元配置及网络控制等基本不变的情况下，满足不同速度目标值对牵引能力的需求，可通过不同动力单元的组合，实现灵活编组，满足不同的客流需要。

### 牵引系统
采用大功率IGBT元器件构成的交直交传动牵引系统，通过提高中间直流环节电压，提高效率，降低损耗，改善电机控制特性，提升单位质量下的牵引输出功率。充分利用元器件性能，在牵引功率基础上显著提高电制动功率。利用移相技术有效控制谐波，保证再生能量的回收质量，降低总能耗。

### 制动系统
采用微机控制的直通式电空制动系统及大容量基础制动装置，具备以整列车进行空电复合控制的能力，可按模式曲线精确控制列车减速或停车。由制动系统实施列车制动力的管理、计算和分配，优化防滑控制逻辑，充分利用黏着及电制动，缩短制动距离，减少盘片磨损。

### 网络控制系统

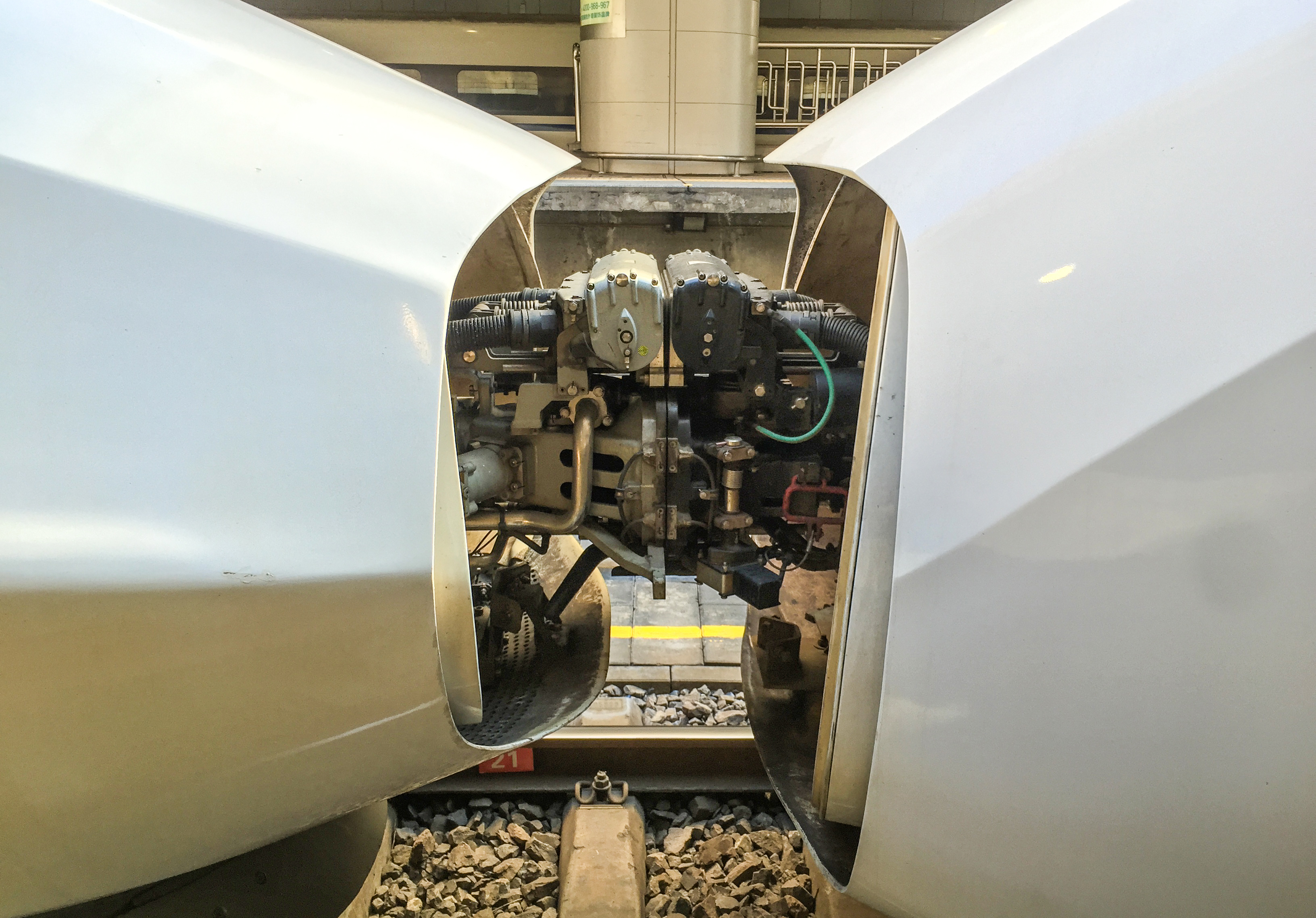
四方制CR400AF-0207（左）与长客制CR400BF-0503（右）重联状态下的车钩，摄于北京西站

采用列车级（WTB）和车辆级（MVB）组成的两级网络结构，按照适应中国铁路实际的控制策略，自主开发列车网络控制系统。列车增设诊断以太网，全面加强故障诊断和监测数据的传输，并提供向地面实时传输数据的功能，使列车的智能化程度大幅提升，实现不同厂家生产的相同速度等级动车组重联运营，不同速度等级的动车组互相救援。

### 转向架
采用模块化设计的H形构架无摇枕转向架，强化结构及性能的安全冗余设计。统一采用920 mm的大轮径及磨耗型踏面，改善轮轨匹配关系，优化转向架两系悬挂参数，降低簧下质量，减轻轮轨动力作用，提高运行稳定性、舒适性及结构安全性。实现轮对等主要部件的统型互换。

### 辅助供电系统
采用中国标准制式的AC380 V/50 Hz辅助供电系统，具有自动平衡负载和冗余供电功能，辅助变流器由牵引变流器中间直流环节供电，实现过分相不断电、无动力回送/救援工况时自发电功能。研发锂电池直流供电系统，提升单位质量供电能力。

### 高压系统
采用主动控制受电弓，高压设备外绝缘的雷电冲击耐受电压提升至185 kV，采用整体密闭的高压箱结构，除受电弓外，其余高压部件不暴露于运行环境中，以改善高压系统部件的工作环境，提高系统在不同网高和不同环境下的工作可靠性，实现日常运用的免维护。

### 车体

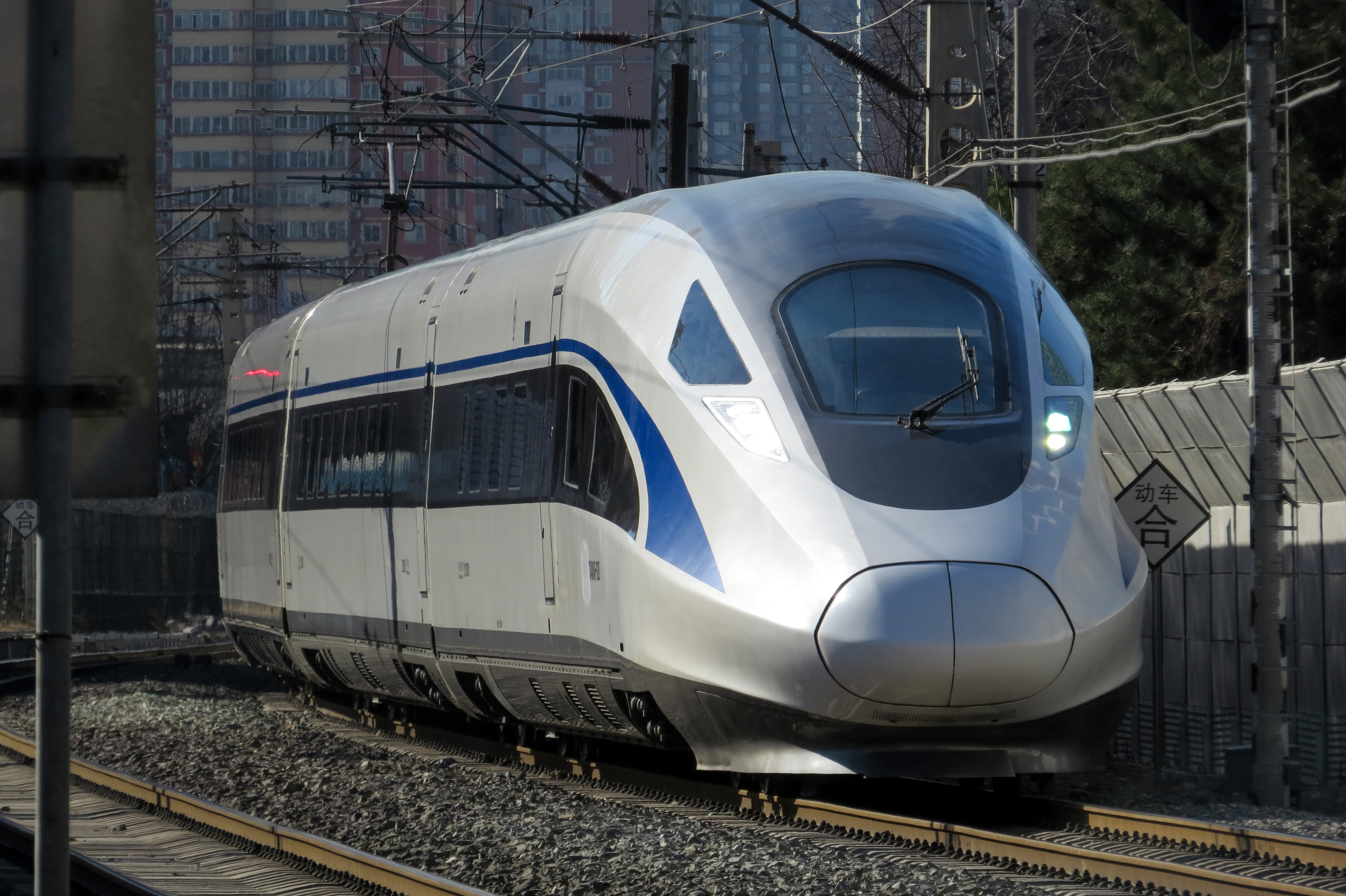
CR400AF-0207驶经手帕口道口

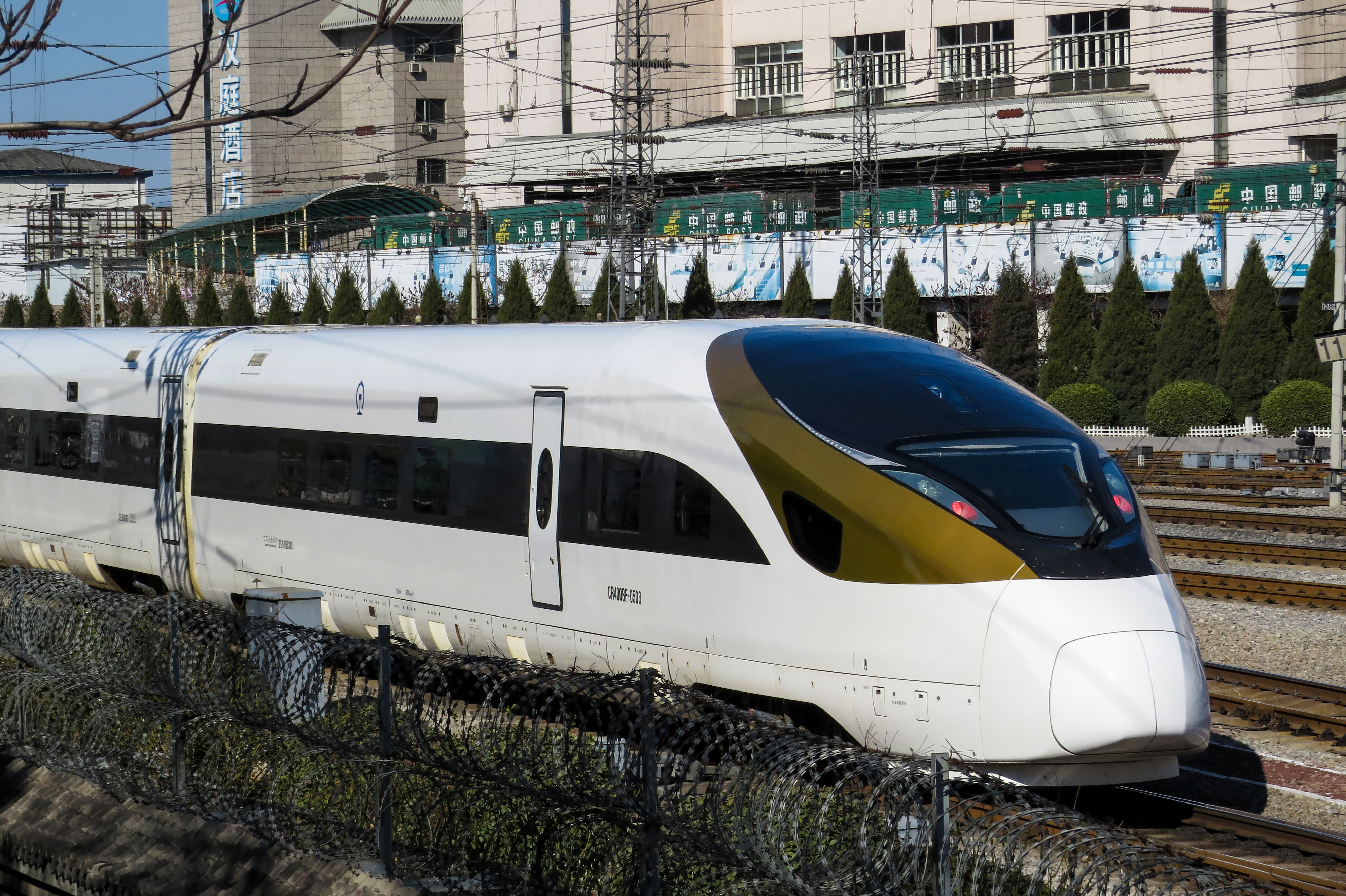
中车长春轨道客车制造的CR400BF-0503驶出北京西站，2017年2月

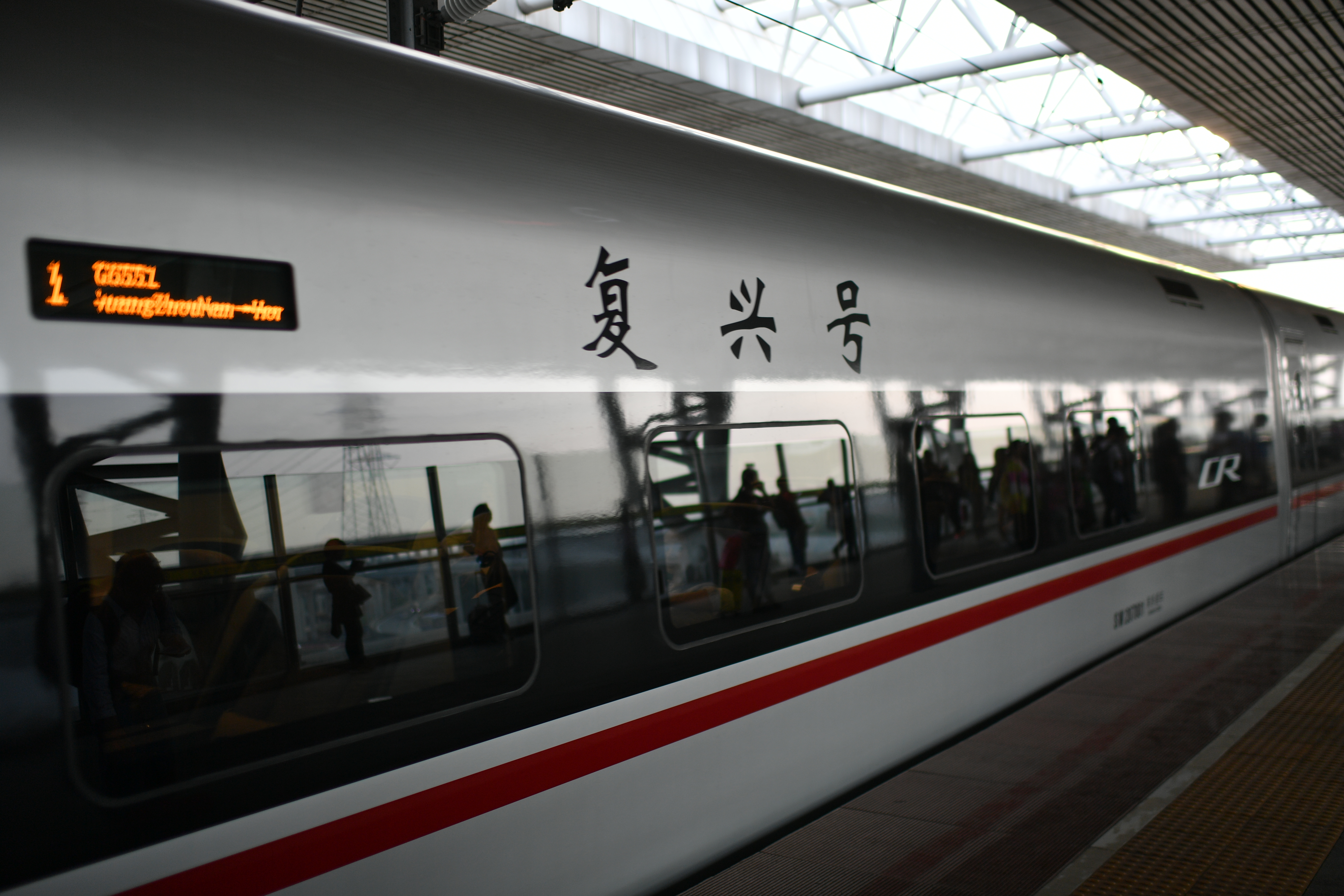
CR400AF上的“复兴”标志特写

中国标准动车组列车采用大型中空铝型材焊接而成的高强度、轻量化车体，统一车体长度为25000 mm，车体最大宽度为3360 mm，车辆高度为4050 mm，空调等设备采取嵌入化设计，实现列车纵断面的平顺化，全新设计流线型车头，进一步降低高速运行时的阻力。设计防撞吸能结构和装置，提高安全防护性能。

### 旅客界面

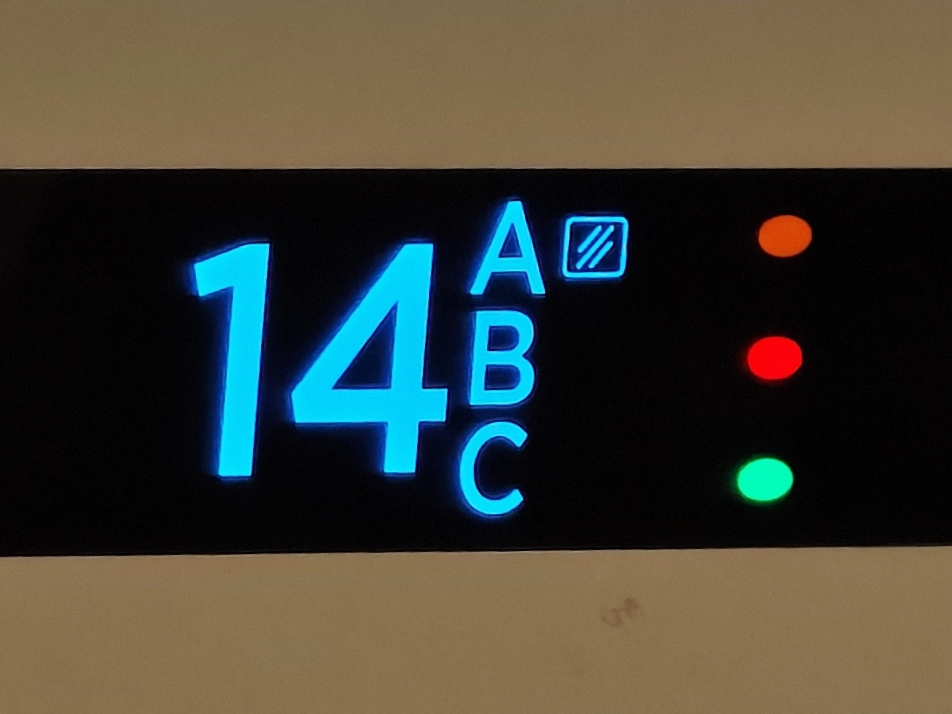
复兴号动车组的座位指示灯，其颜色自上而下分别表示即将被占用、已被占用和空的座位

旅客界面设计坚持以人为本，运用人体工程学合理设计旅客乘坐空间、占用空间、通过空间和乘降空间。按照旅客出行的生理需要、卫生需要、休闲娱乐需要，合理分配资源，统筹安排饮水、卫生、集便排污、空调和旅客信息与影音系统设计，其中空调系统将充分考虑免受各种高速运行工况下车外压力波的影响。通过合理的旅客界面设计，如在试车中将二等座椅间距统一加大到1020mm、一等座椅间距加大到1160mm、设置不间断的旅客用220V电源插座等具体设计，最大限度保证旅客的乘坐舒适性，并缓解旅途疲劳。

## 运用状况

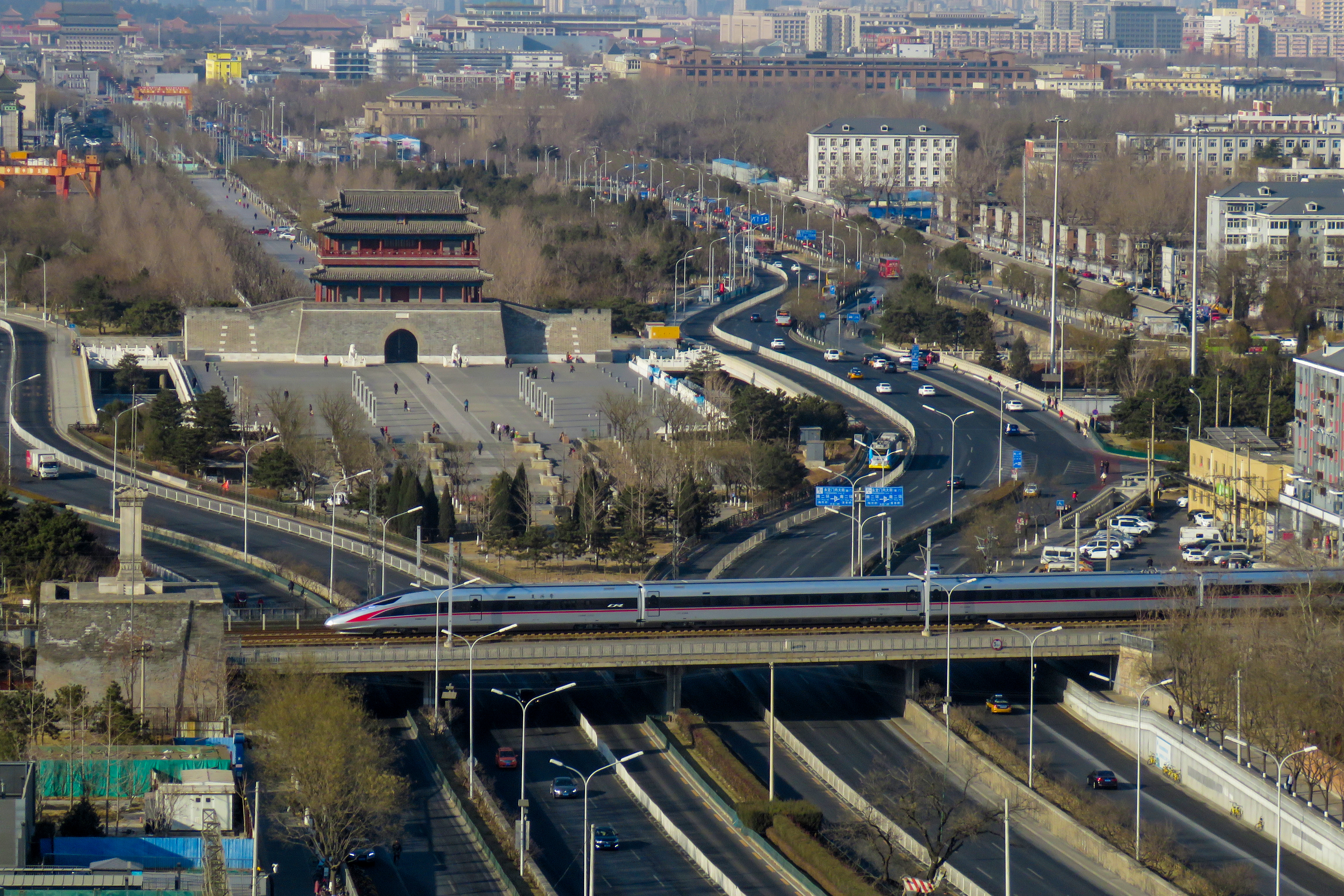
CR400AF-2032担当的C2060次列车于京津城际铁路北京永定门附近（2018年3月）

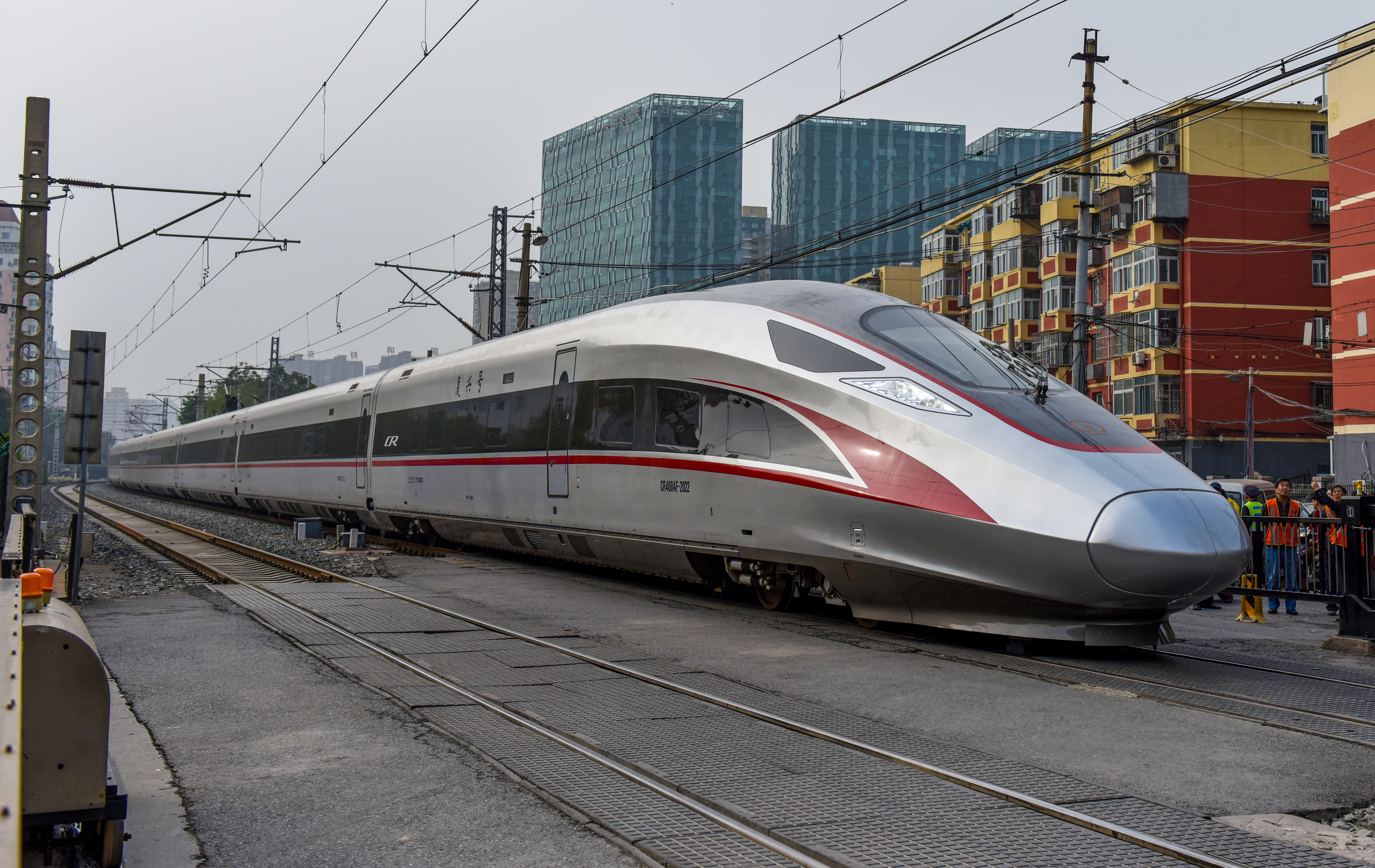
2017年10月17日，配属广铁集团广州南动车所的CR400AF-2022通过京九线农服所平交道口，准备担当首班由CR400AF-A担当的G79次列车

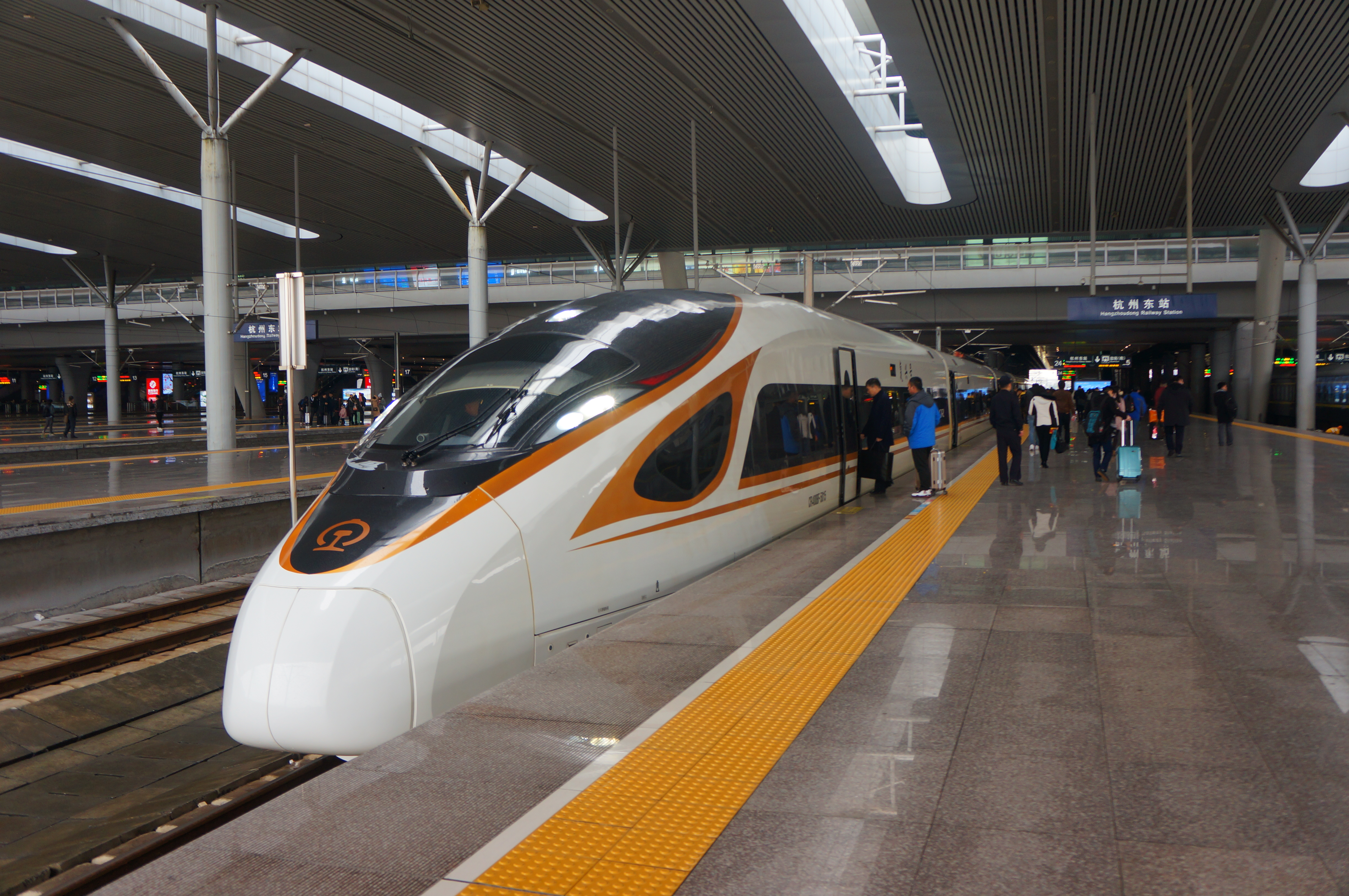
由配属上海局集团的CR400BF的G1373次列车于杭州东站

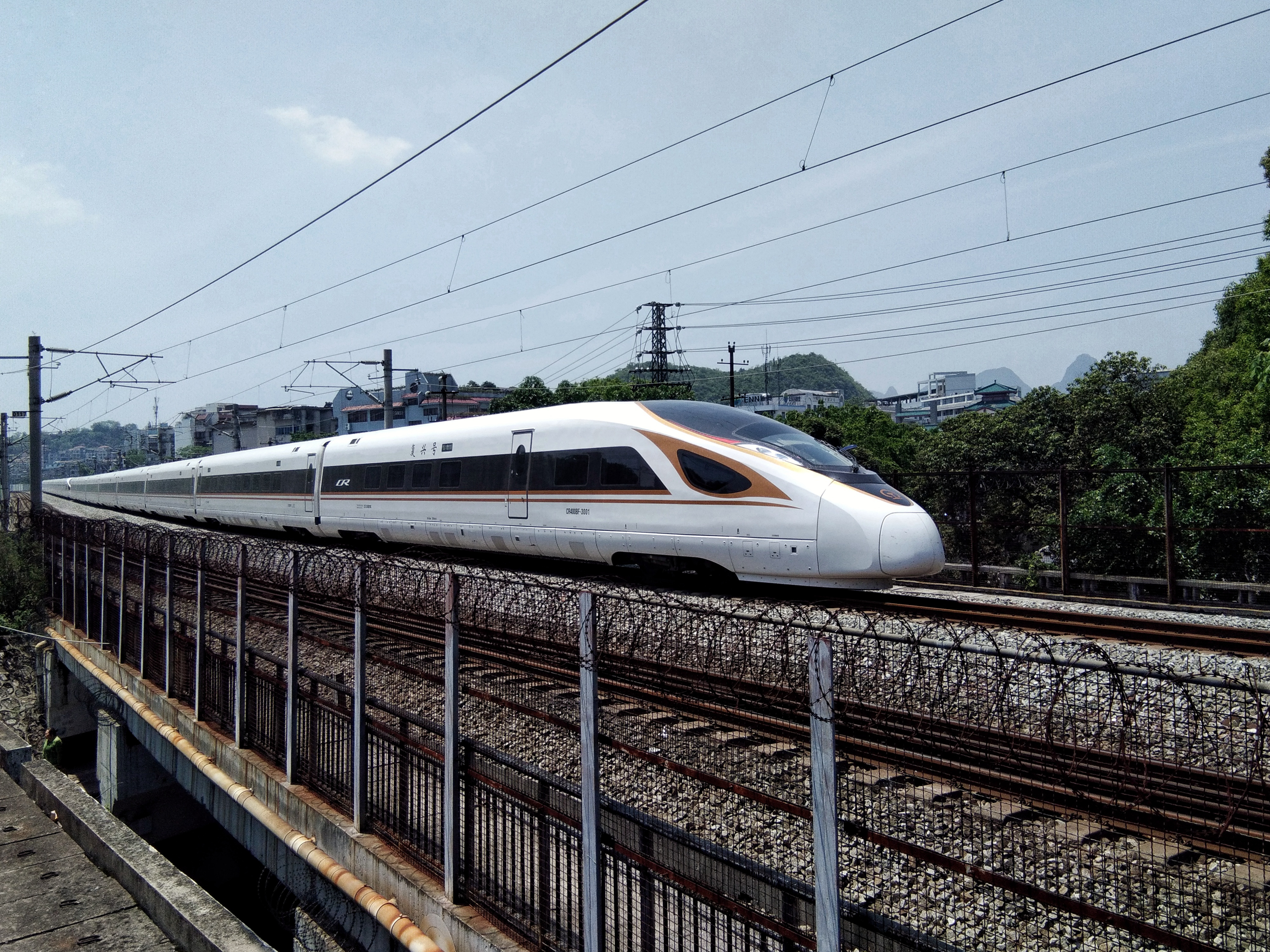
由配属上海局集團的CR400BF担当的G1504次列车于衡柳铁路桂林段

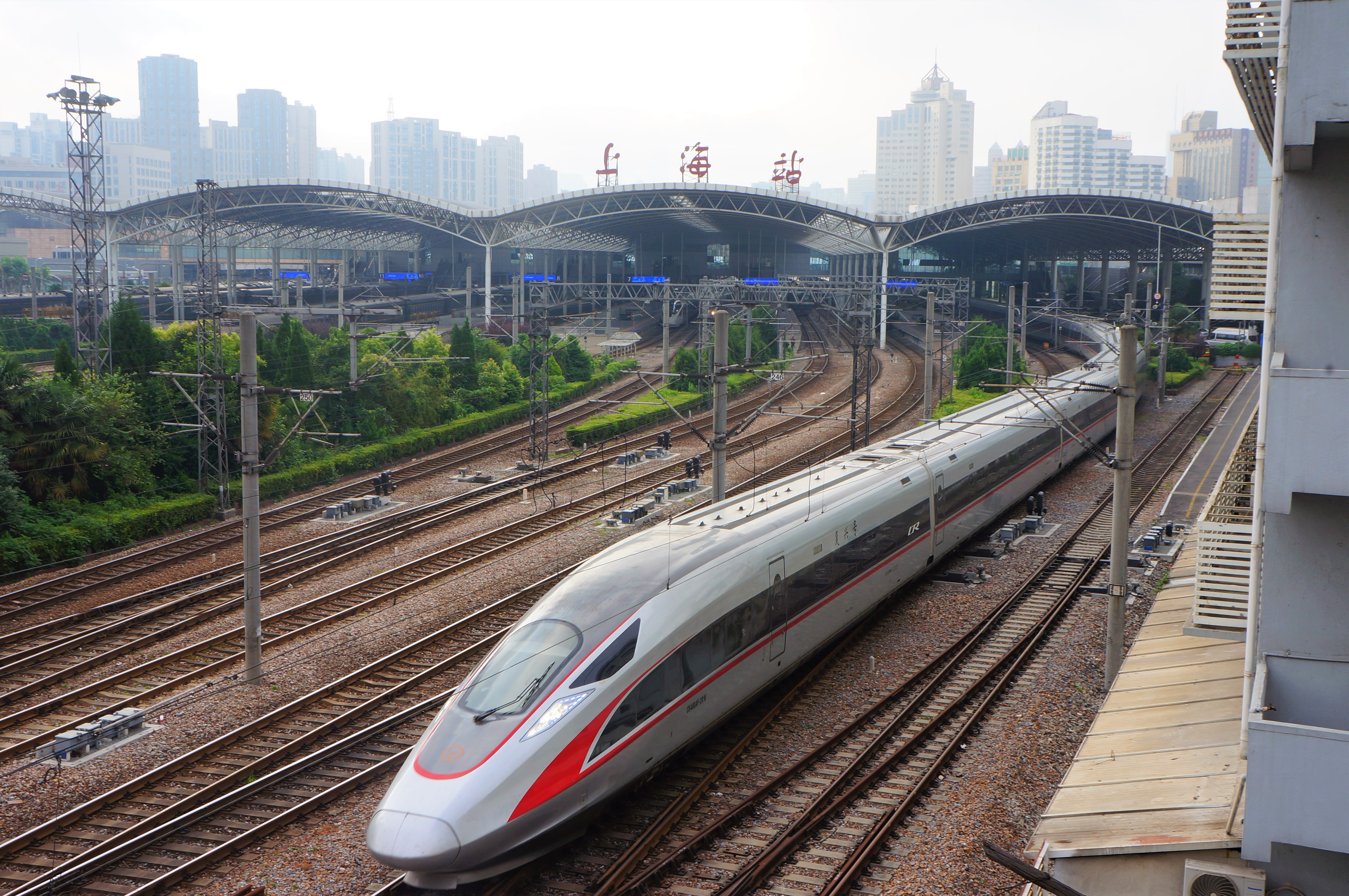
由配属北京局集團的CR400AF担当的G6次列车于上海站出站

截至2016年11月，共有5列标准动车组下线，其中包括由四方生产的标准动车组样车2列（编号为CRH-0207，CRH-0208）、由长客生产的标准动车组样车2列（编号为CRH-0503，CRH-0507）和唐山生产的标准动车组样车1列（编号为CRH-0305）。
2017年1月3日，国家铁路局向中车青岛四方机车车辆股份有限公司和中车长春轨道客车股份有限公司颁发了中国标准动车组型号合格证和制造许可证。型号分别定为：CR400AF和CR400BF。
2017年2月25日起，中国标准动车组CR400AF和CR400BF隔日重联承担北京西至广州南的G65/68次列车的运输任务，铁路部门将根据这次运营的情况跟踪和旅客反馈，对后续生产的列车做出进一步改进。其间7月3日到7月22日曾调往京沪高铁调试。
2017年6月26日，中国标准动车组开始承担京沪高速动车组列车任务，当日始发车次为双向首发的G123次（下行列车）和G124次（上行列车）。根据运行安排，在6月26日至6月30日间，中国标准动车组承运G123/156次列车和G155/124次列车的运输任务；自7月1日起，将有4对京沪高速列车使用中国标准动车组运行，分别为G1/G142次、G107/G4次、G143/G2次和G3/G12次。
2017年7月27日，根据中国铁路总公司安排，复兴号动车组在京沪高铁开展了时速350公里的体验运营。待2017年9月21日京沪高铁实施新的列车运行图后，复兴号动车组将按时速350公里正式上线运营。这2个试验车次分别是G350727次和G727350次。
2017年8月16日，中国铁路总公司宣布，为配合中共中央总书记习近平关于京津冀协同发展“加快构建快速、便捷、高效、安全、大容量、低成本的互联互通综合交通网络”的指示要求，自8月21日起，扩大复兴号动车组列车开行范围，在京津冀地区安排开行22.5对复兴号动车组列车，通达北京南、武清、天津、北京西、涿州东、高碑店东、高邑西、保定东、石家庄、邢台东等10个车站，其中19.5对为京津城际列车，其余2对为京石高速列车、1对为京广高速列车（已于2017年2月25日起开始担当）。复兴号动车组列车的开行范围还将扩大至开通的京张城际铁路，并对京沪高铁的开行范围作进一步扩大。
2017年8月20日，中国铁路总公司宣布，将于9月21日实行新的列车运行图。届时将安排7对复兴号动车组在京沪高铁以时速350公里运行，分别担当G1/G4、G3/G2、G7/G6、G5/G8、G10/G9、G13/G18、G14/G17次。
根据上海铁路局统计，在复兴号开始担当京沪高速动车组列车的3个月内，上座率达到了95%。
随着复兴号动车组正式进入广铁集团车队，2017年9月29日，复兴号动车组开始在广深港高速铁路运行。在2017年国庆黄金周期间，每天共有5对复兴号列车在广深港高速铁路运行，分别担当广州南至深圳北G9731/9732次、G9733/9734次、G9735/9736次3对，广州南至长沙南G6110/6119次1对，广州南至岳阳东G6132/1次1对，2017年10月16日投入京广高铁运营，担当福田至北京西的G80/79次列车。
上海局计划于2017年11月20日在6班经由杭州的管内列车上使用CR400BF，这六班列车分别是南京南至温州南的G7625次、温州南至上海虹桥的G7334次、上海虹桥至苍南的G7335、G7337次、苍南至上海虹桥的G7332次和苍南至南京南的G7350次。
根据2017年12月28日起实施的列车运行图，复兴号动车组列车的开行范围逐步增加。其中北京西往返西安北的G89/90次改用CR400BF担当，并将运行区间延长至成都东（经西成客运专线）；另外北京南往返沈阳的G219/220次、北京西往返南昌西的G491/492次、北京西往返长沙南的G83/506次、北京西往返武汉的G517/528次（周末线）、G557/558次、北京西往返汉口的G509/520次、北京南往返吉林的G383/384次、北京南往返丹东的G395/396次、天津西往返福州G329/G330次、天津西往返太原南的G2609/G2610次、北京西往返太原南的G91/612/615/626/601/610/613/624次、上海虹桥往返昆明南的G1373/1372、G1375/1374次、南京南往返南宁东的G1503/1504次、上海虹桥往返长沙南的G1341/1356次、上海虹桥往返厦门北的G1655/1658次，均改用复兴号担当，但由于复兴号车体不足，上述班次仅其中一部分（如G220/219、G1373/1372、G1655/1658等）得以更换。
2018年2月1日起，為了因应春運，复兴号的开行范围再扩大。根据上海局集团安排，上海虹桥往返长沙南的G1341/1356次、上海虹桥往返宁波的G7502/7527次、南京南往返南宁东的G1503/1504次、南京南往丽水的G7643次、丽水往上海虹桥的G7348次、上海虹桥往金华南的G7347次、金华南往南京南的G7644次、南京南往上海的G7229次、上海往芜湖的G7218/9次、芜湖往南京南的D5644次、上海虹桥往南昌西的G4915/4916次、杭州东往返南昌西的G4917/4918次均改用CR400BF型担当。
2018年4月10日起，由于全国铁路调整列车运行图，运行于京杭间的G19/20次、G31/32次、G39/40次将改用CR400AF型、CR400BF型电力动车组运行，在京沪高铁上按最高时速350公里运行。同时调整车体运行的还包括3对京沪高速动车组列车（其中1对为上海虹桥站始发，2对为上海站始发）、2对京合（北京南↔合肥南）高速动车组列车等。另外京津城际开行的复兴号列车也有一定增加，占比近80%，成为全国开行复兴号列车最密集的高铁线路。
2018年6月12日，16辆编组CR400BF-A型首航G7110-G7063-G7272/3次列车。
根据2018年7月1日起施行的新版列车运行图，长编组CR400BF-A型动车组列车将首次在京沪高铁投入运行，计划每日投入运行3列，同时加大复兴号其他车型担当列车的开行范围。
2018年9月23日，广深港高铁香港段正式开通。目前香港西九龙站除了到发惠州、潮汕、福州、厦门、莆田地区使用的车型是CRH1A-A和CRH2A，以及到发廣州或深圳地区的部分列车是港铁公司所属的动感号高速动车组以外，其余由香港西九龙到发其他地区的列车均由复兴号动车组担当。
2019年7月，由于全国铁路调整列车运行图，往返南京南與深圳北的G1603及G1604新增開行，使用上海局南京南動車運用所的CR400BF型動車組列車。此舉使復興號列車首次在廈深鐵路較大範圍投入運行（此前長沙南與懷化南已各自加開一對復興號至深圳坪山）。
2019年10月11日，由于全国铁路调整列车运行图，新增開行三對梅州西至廣州南及一對梅州西至珠海之列車，同時一對長沙南至深圳北及一對湛江西至深圳北之列車各自沿廈深鐵路及其汕頭聯絡綫（汕頭聯絡綫一說梅汕綫）延長至汕頭，並分別使用CR400AF-A型及CR400AF型動車組列車，使這兩種車型首次廈深鐵路較大範圍投入運行。

2019年11月尾至翌年3月，CR300AF及CR300BF動車組陸續獲准量產。

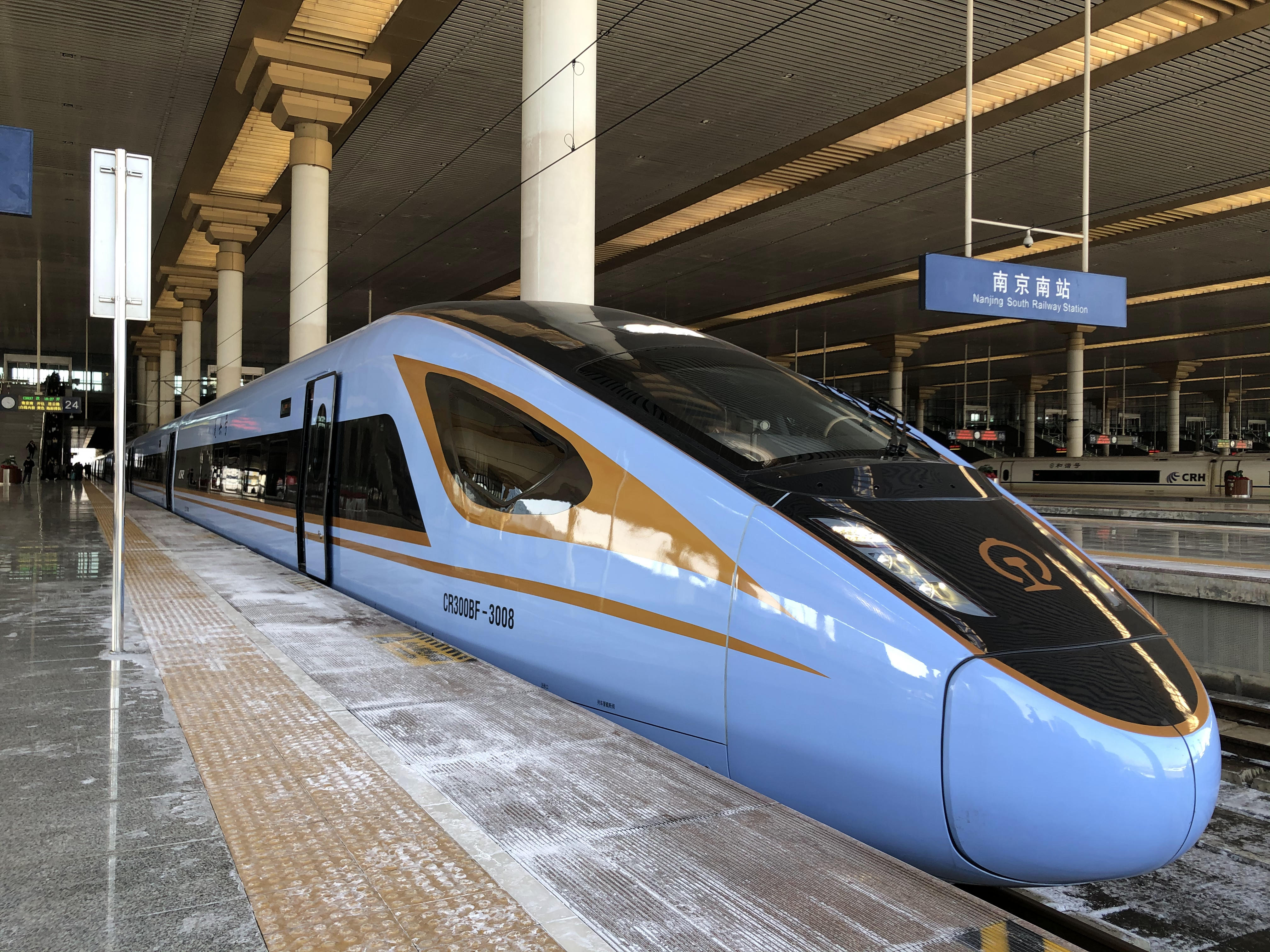
由配属上海局集团的CR300BF担当的C3837次列车于南京南站

2020年12月24日，时速250公里CR300BF正式上线运营。首发列车C3887次列车从南京南站始发，经沪宁城际铁路，连镇客运专线到达终点站赣榆站。同日，CR400AF在成渝高速铁路投入使用，成渝间最短用时从78分钟缩短至62分钟。
2020年12月25日，CR300AF上线运营，始发列车由昆明南站出发经昆楚大铁路前往大理站。
2021年6月25日，复兴号智能動車組擴大營運範圍，於京沪高铁、京哈高铁、京广高铁、廣深港高鐵、廣珠城際鐵路、陸橋通道（鄭西段）及成渝高速铁路投入使用（投入數量：京滬高鐵-17節編組x4列，CR400AF-BZ、CR400BF-BZ各2組。京廣全程-CR400BF-Z，8節編組x4列。京廣線京鄭段～徐蘭線鄭西段直通-CR400AF-Z，8節編組x2列。成渝客專-CR400AF-Z，8節編組x1列，京哈-CR400BF-GZ，耐高寒8節編組x6列）。同日，青藏高原雙源型CR200JS-G於拉林鐵路、拉日鐵路及青藏鐵路（拉薩一那曲段）投入使用。
2022年6月20日，配合京廣高鐵（北京西～武漢段）提速至時速350km/h的達速目標，武漢局、鄭州局自購复兴号智能動車組投入京廣高鐵京武段提速營運（投入數量：武漢局-CR400AF-Z，8節編組x8列。鄭州局-CR400BF-Z，8節編組x4列+CR400BF-AZ，16節編組x6列）
2022年8月至11月間，配合南昌局集團車隊優化增備，南昌局自購复兴号智能動車組交付使用（投入數量：CR400AF-Z，8節編組x5列）
2023年1月5日，配合京廣高鐵（北京西～武漢段）提速至時速350km/h的達速目標暨香港西九龍站復駛準備，廣州局自購22列复兴号智能動車組交付使用（投入數量：CR400AF-Z（配屬長沙南動車段）8節編組x14列+CR400BF-Z（配屬廣州南動車段）8節編組x8列），其中配屬長沙南動車段之CR400AF-Z目前主要運用於G81/82次（北京西－深圳北）以及G83/84次（北京西－長沙南），至於配屬廣州南動車段之CR400BF-Z則設定為G79/80次（北京西－香港西九龍）專用指定列車，並套跑G6501/2次（廣州南－香港西九龍）等進港車次。
2023年1月19日，因京哈高鐵近期內提速及車底擴充需要，哈爾濱局集團獲得由國鐵統一配屬的智能動車組（CR400BF-GZ，耐高寒8節編組x6列），標誌著復興號動車組再次刷新極寒運行紀錄。在初期于哈齊高鐵進行省内運作測試後，目前這6組車底主要用于涉京滬高鐵車次，如G1201/2/3/4（哈爾濱西至上海虹橋）。

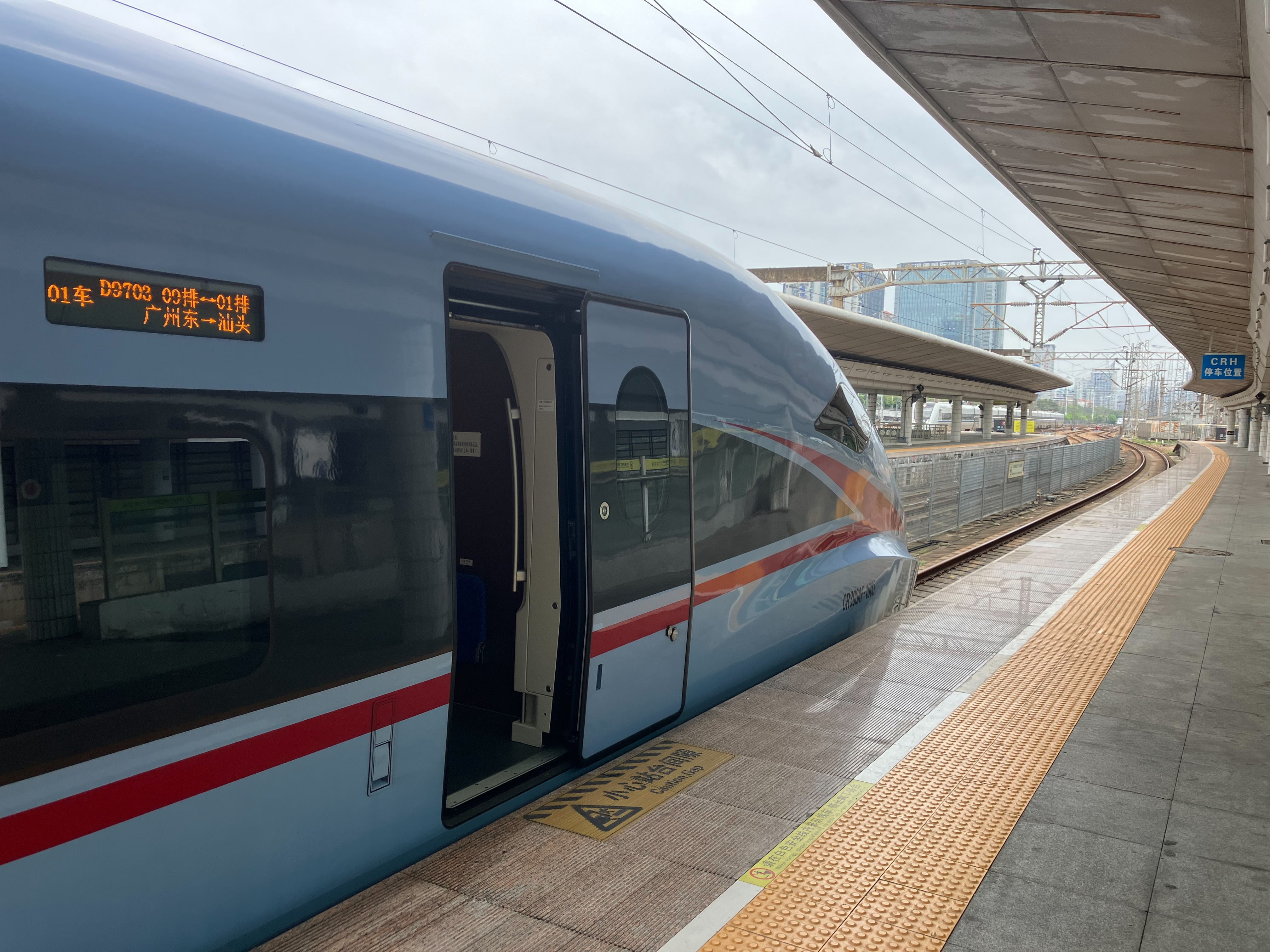
復興號CR300AF-1003列車於2023年端午節假期擔當D9703次在廣州東站準備駛入廣深鐵路

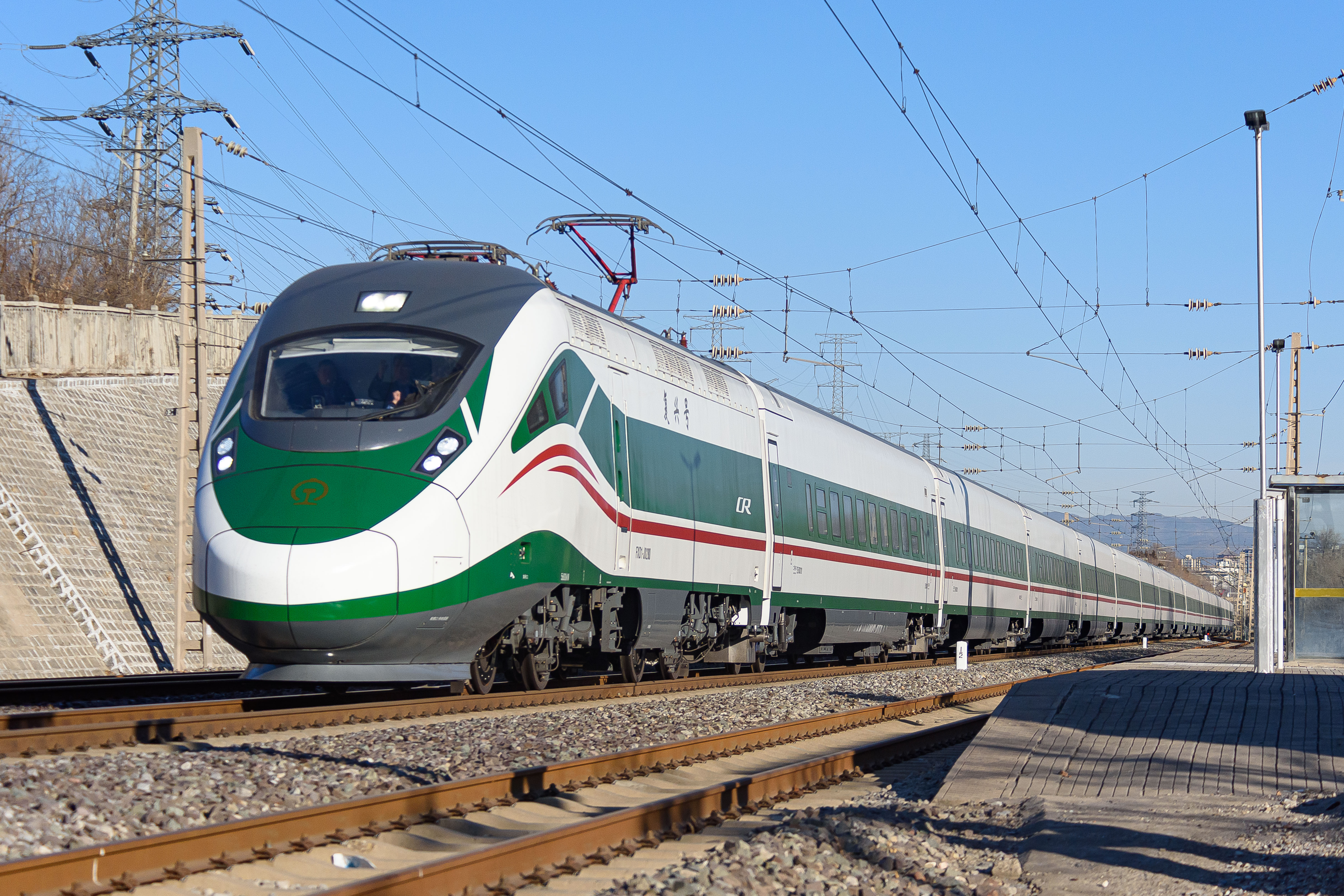
复兴号CR200J-C系列担当由京广Z35/36次列车升级而来的D35/36次列车

2023年6月端午節假期期間，复兴号CR300AF-1003列車曾在廣州東站至塘廈聯絡綫之間的一段廣深鐵路上運行並辦理客運業務，擔當D9703/6次(廣州東往汕頭)、D9705/4次(潮汕往廣州東)。
2023年8月4日，复兴号亚运智能动车组在杭州西站迎来首次试乘。
2024年1月2日，配合京廣高鐵（武漢～廣州南段）提速至時速350km/h的達速目標準備，首批CR400AF-AZ智能動車組交付使用（投入數量：16節編組x5列，配屬長沙南動車段），搭配廣鐵第二批CR400AF-Z智能動車組（投入數量：8節編組x14列，配屬長沙南動車段與深圳動車段）共同成為G81/82次（北京西－深圳北）以及G83/84次（北京西－長沙南）等京廣高鐵長沙南/深圳北直達武漢、成都、重慶、昆明、西安、上海虹橋、北京等各大省會標杆車次主力，遠期擴充至香港西九龍站之所有進港G字頭跨境列車（長沙南動車段與深圳動車段擔當之進港G字頭跨境列車）。同月10日，原先臨時配屬新塘動車所的CR400BF-Z-3118～3120、3122～3124於一季度列車運行調整後回到廣州南動車所，回歸成為G79/80次（北京西－香港西九龍）之京港G字頭跨境列車主力。

## 出口

### 老挝
复兴号CR200J型动车组出口至老挝并在磨万铁路使用。2021年12月3日，连接中国云南省西双版纳傣族自治州勐腊县磨憨站至老挝首都万象的磨万铁路正式开通。磨万铁路使用2组复兴号CR200J型电力动车组，第一组命名为“澜沧号”，车组号为L9401，编组9辆，最大核载720人。第二组命名为“老挝芦笙号”，车组号L9402，两组列车最高时速可以达到160公里。

### 印度尼西亚
复兴号CR400AF型电力动车组在中印尼合作建设的雅加达至万隆高速铁路使用。印尼和中国为此项目成立了合资公司印尼中国高速铁路有限公司（Kereta Cepat Indonesia - China），公司表示已选择CR400AF作为雅万高铁的用车。雅万高铁于2023年9月7日开通运行，并于2023年10月2日正式启用、开始商业运营，正线全长142.3公里，全线设计4座车站，投入运营后雅加达与万隆两地间最快旅行时间由3.5小时压缩至40分钟。雅万高铁动车组每列编组8辆，设VIP、一等、二等座席，总定员601人，可重联运行，配备了残疾人卫生间、盲文引导标识等无障碍设施和售货柜、咖啡机、微波炉等设备，可为旅客提供良好乘车体验。

### 泰国
复兴号CR300AF型电力动车组将在泰国中泰高铁使用。2020年10月28日，泰國國家鐵路局與中國國鐵簽訂中泰高鐵合約，當中列車部分將採購6列CR300AF型电力动车组。

## 争议

### 运行故障
- 2017年3月21日，由北京西开往广州南的G65次列车（编号CR400AF-0207）运行至京广高速线邢台东-安阳东区间发生故障，列车降速运行至郑州东站处理未果，停车2小时后全列换乘热备CRH380A列车继续行程。
- 2018年1月23日，CR400BF-5033与5034在经由哈大客运专线交付途中，5033号动车组发生故障，遂返回长客厂。
- 2018年2月8日，西成高速铁路首班使用复兴号运营的G89次列车（由CR400BF-5033与5034重联担当）运行至郑西高速铁路下行线时，因为03车车轴高温报警而导致列车被迫于西安北站停车，不得已要调换CRH380B承担该次任务，最后该车次晚点约86分钟[58]。
- 2018年2月15日，CR400BF-5034+5029重联担当的G83次列车在京广高速铁路运行时，5034号动车组辅助变流器控制模块故障，降速200km/h运行，复位后恢复正常速度。
- 2018年2月20日，由北京西开往福田的G79次列车（编号CR400AF-2022与CR400AF-2026重联）运行至京广高速线下行线，因设备速度传感器运行中检测到滑行，导致ATP输出制动停车，G817、G285次受阻。
- 2018年2月28日，CR400BF-5033与5029重联担当的G83次列车在京广高速铁路运行时，5033号动车组轴温预警故障，降速运行至长沙南站，并启用广铁集团热备动车组CRH3C-3064+3067重联担当后续交路G506（长沙南-北京西），G506始发晚点12分钟。
- 2018年2月28日，CR400BF-5031+5032重联担当的G89次列车在西成客运专线运行时，5032号动车组某车内部牵引故障，造成该车无牵引力，未影响运行。
- 2018年3月11日，中国铁路总公司要求北京局集团公司、长客股份要立即组织对CR400BF-5033动车组所涉及的3起轴温异常升高故障原因进行分析。3月20日前报总公司机辆部，在故障原因未查明之前，禁止5033组上线载客运营。后暂被限制仅在京津城际铁路运营短途城际列车，2018年6月解除限制，但不久后再次故障。
- 2018年3月24日，由天津开往北京南的C2034次城际列车（编号CR400AF-2034）发车时无动力，临时更换为因多次故障而被暂停运营的CR400BF-5033运行。
- 2018年6月6日，CR400BF-5022担当G1372次列车在昆明南站发车前出现故障，临时启用昆明局集团热备动车组CRH380A继续行程。
- 2018年6月7日，CR400BF-5033+5032重联担当的G89次列车在郑西高速铁路下行线运行时，5033号动车组第4次因为03车轴温报警，在渭南北站临时停车，后降速运行至西安北站，启用热备动车组CRH380B承担该次任务，终到成都东站列车晚点140分钟。
- 2018年6月8日，CR400BF-5029担当成都东至北京西的G90次列车在西成高速铁路运行时一扇车窗玻璃破碎，未影响车体气密性，未对行车造成影响。
- 2018年8月12日23时04分，由杭州东开往北京南的G40次列车（编号CR400AF-2017与CR400AF-2047重联）在廊坊市万庄镇受到大风刮起的彩钢板撞击2017车组发生故障，造成京沪高速线廊坊段接触网断电，G40次列车及其后续列车晚点。G40次列车于次日凌晨4时许由DF11型0420号内燃机车牵引至北京南站[59]。
- 2018年10月4日至10月5日，CR400BF-5027+5028重联担当G6284、G6286、G6288次列车，由于5028号动车组故障停留在邯郸东站，且当地无热备动车组，故上述列车均只有5027号动车组单车8编组运行，导致9-16车厢的乘客无座可坐或被迫退票、改签。
- 2018年10月14日，刚出厂的CR300AF-0001号车经由京沪铁路运行无火回送至北京环铁过程中，6号车顶安装的高压电气舱保护板在至少济南境内向上掀起并继续运行近500千米至北京境内，导致北京铁路枢纽内北京南站至北京站区间接触网跳闸，造成京沪铁路上行方向列车大面积晚点。
- 2019年2月14日，CR400BF-3047+3048重联担当G1504次列车，在南宁屯里动车所发车前出现故障，導致需要临时启用南宁局集团热备动车组CRH380A-2656+2724重联担当本次列车。
- 2019年7月28日，CR400BF-5029擔當G305次列車發生嚴重故障，導致需要啟用武汉局集团熱備动车组CRH380AL列车繼續行程前往香港西九龍站。
- 2019年7月29日，CR400BF-5106擔當G305次列車發生ATP故障，經排除後繼續行車，終到香港西九龍站列車晚點30分鐘。
- 2019年9月29日，CR400BF-A-3057担当G1113次列车发生故障，導致本次列車晚点48分钟到达长沙南站后，需要启用广铁集团热备动车组CR400AF-A列车继续行程前往广州南站。

### 西九龙站月台与列車空隙过窄
2018年9月27日晚上，公民黨立法會議員譚文豪在其個人facebook引述高鐵內部消息指，一列復興號CR400BF-A型动车组於9月26日上午10時45分駛進西九龍站8號月台時，由於本系列車採用塞拉門，因月台跟列車的空隙太窄，導致車門無法正常開啟，最終更要轉去其他月台。港鐵回應指已規定所有復興號列車須改用6號月台，直至問題解決為止。

### CR200J型电力动车组自燃
2019年10月14日，由CR200J-6001担当的D5689次列车（始发站为上海南站，开往开化站）。19时48分，D5689次列车在常山站准点发车。19时49分，司机发现微机显示屏显示“003车牵引变流器3轴中间回路接地”、“牵引变流器4轴中间回路接地”、“003车牵引逆变器4轴输出侧接地”故障信息。通过查看机车车载安全防护系统（6A系统），发现尾部动力车机械间有烟雾。司机立即断开主断，并采取减速措施。后运行到衢九铁路常山站至辉埠站间时，尾部机车突发故障冒烟，在辉埠站及时停车处理。铁路部门迅速启动应急预案，机车故障火情已于21点30分处置完毕，未造成人员伤亡，列车于当日23:22到达开化站，比计划延误201分钟。事故所涉及的为中车株洲电力机车生产的动力车FXD1-J0003号。动力车于2018年12月由中车株洲电力机车有限公司新造，装用中车永济电机生产的主变流装置和大连电牵公司生产的微机网控系统，新造后走行131498公里。具体起火原因为中车永济电机生产的主变流装置控制屏柜的穿线孔上方橡胶圈脱落，运行中电缆线与控制屏柜摩擦，导致电缆线破皮后与控制屏柜接触短路导致牵引变流器漏电起火，永济电机后向中国国家铁路集团赔偿8000万人民币。后该车回送至中车株洲电力机车厂内维修。维修后，事故端动力车更换为FXD1-J0059号动力车，另一端仍原配FXD1-J0002号动力车。

## 备注
1. ↑  CR400BF-J-0003「高速綜合檢測列車」也同樣採用「龍鳳呈祥」方案，但為採用「警戒黃」、「故宮紅」以及「祥龍金」色調組成的檢測列車版本